# Поперечный (Ставропольский край)
Попере́чный — посёлок в Туркменском районе (муниципальном округе) Ставропольского края России.

## География
Расстояние до краевого центра: 109 км.
Расстояние до районного центра: 15 км.

## История
В соответствии с Указом Президиума Верховного Совета РСФСР от 21 сентября 1964 года посёлок Вторая ферма совхоза «Туркменский» Петровского сельского района переименован в посёлок Поперечный.
До 16 марта 2020 года входил в состав сельского поселения Летнеставочный сельсовет.

## Население
| 1989 | 2002 | 2010 | 2014 |
| ---- | ---- | ---- | ---- |
| 374  | ↘350 | ↘256 | ↘200 |

По данным переписи 2002 года, 66 % населения — русские.

## Инфраструктура
- Противоэрозионный пруд № 18 «Поперечный» на реке Ягурка.
- К северу от посёлка находится общественное открытое кладбище площадью 4806 м²[8].

## Памятники
- Памятник воинам-землякам, погибшим в годы Великой Отечественной войны 1941—1945 гг. 1965 год[9].